# Middendorp (Voorburg)
Middendorp is een monumentaal gebouw en voormalige buitenplaats in de Nederlandse plaats Voorburg, provincie Zuid-Holland.

## Geschiedenis
Het ‘groote Huys’ bestond al in de 15e eeuw en werd door de familie Van Duvenvoorde bewoond. Deze familie verkocht in 1639 het huis aan Samuel de Casembroot, die het vervolgens uitbreidde door het naastgelegen huis en een olierosmolen aan te kopen.
Gijsbert Blotelingh erfde het huis Middendorp en verkocht het in 1700 aan Johannes Stigter. 
De buitenplaats werd in 1789 in gebruik genomen als logement en beschikte over een eigen kaatsbaan. Middendorp zou tot 1862 als Logement de Oranjezaal in gebruik blijven.
Jan Bleuland van Oordt vestigde in 1866 een fabriek voor zinkornamenten op de buitenplaats Middendorp. Ook ging hij er petroleumgas produceren.

## Beschrijving
Het gepleisterde hoofdgebouw is in de 17e eeuw ontstaan door het samenvoegen van drie laatmiddeleeuwse huizen. Het L-vormige gebouw bestaat uit twee vleugels van twee bouwlagen hoog onder een schilddak. In de 19e eeuw kregen de gevels aan de Kerkstraat en de Vliet het huidige uiterlijk. Aan de achterzijde van het gebouw zijn in de 18e eeuw aanbouwen geplaatst. Van het 15e-eeuwse Groote Huys zijn de met kruisgewelven overkluisde kelders bewaard gebleven.
Het gasfabriekje dateert uit 1867.
In 1700 werd er melding gemaakt van twee ‘speelhuizen’ langs de Vliet. Het huidige, witgepleisterde speelhuis aan de Vliet is eind 18e eeuw gebouwd en is een rijksmonument.
Het huis Middendorp wordt anno 2024 particulier bewoond.
Arentsburgh · Damsigt · Duivenstein · Eemwijk · Heeswijk · Hoekenburg · Hoekvliet · Hofwijck · In de Wereldt is veel Gevaer · Leeuwensteijn · De Loo · Middenburg · Middendorp · Noordervliet · Rusthof · Schoonoord · Sionslust · Vliet en Burgh · Vreugd en Rust · Vrijburg · De Werve